# Emma Kete
Emma Jillian Kete (Auckland, 1 de dezembro de 1987) é uma futebolista profissional neozelandesa que atua como defensora.

## Carreira
Emma Kete  fez parte do elenco da Seleção Neozelandesa de Futebol Feminino, nas Olimpíadas de 2008. 